# أوتو ماجنوسون
أوتو ماجنوسون (بالسويدية: Isak Magnusson) هو لاعب كرة قدم سويدي في مركز الوسط، ولد في 16 يونيو 1998 في السويد. لعب مع نادي كالمار.

## وصلات خارجية
- أوتو ماجنوسون على موقع اتحاد السويد (السويدية)
- أوتو ماجنوسون على موقع قاعدة بيانات كرة القدم.إي يو (الإنجليزية)
- أوتو ماجنوسون على موقع Soccerway.com (الإنجليزية)